# Parque nacional de las Montañas de Guadalupe
El Parque Nacional de las Montañas de Guadalupe (en inglés Guadalupe Mountains National Park) está localizado en la sierra de Guadalupe conteniendo el pico Guadalupe, el punto más alto en Texas con una elevación de 2667 metros. 

## Vista General del parque
Las Montañas de Guadalupe se elevan más de 1.000 metros sobre el árido desierto de Chihuahua que las rodea. El Capitán, el elemento más llamativo del parque, es un acantilado de piedra caliza de 3.000 metros de altura.
El árido desierto y las remotas tierras altas de las Montañas de Guadalupe fueron el dominio de los pueblos indígenas americanos hasta mediados del siglo XIX. En 1858, la Butterfield Overland Stage Line comenzó a transportar correo y pasajeros a través de las Montañas de Guadalupe en la primera ruta postal transcontinental de la nación.
El parque tiene una superficie de 350 km² estando en la misma cordillera que el parque nacional de las Cavernas de Carlsbad el cual está localizado a unos 129 km (80 millas) en el norte de Nuevo México.
El Parque Nacional de las Montanas de Guadalupe se fundó en 1972 y algunas de sus formaciones rocosas muestran evidencia de la existencia humana desde hace más de 10.000 años. Las atracciones notables del parque son el Cañón McKittrick, el Cañón del Perro, el Rancho Frijole, el Rancho Williams, las dunas saladas de la cuenca, el Centro de Visitantes de Pine Springs y la estación de correos Butterfield Overland Mail. El parque también cuenta con 80 kilómetros de senderos.